# Pavlovskyita
La pavlovskyita és un mineral de la classe dels silicats. Rep el nom en honor d'Evgeny Vladimirovich Pavlovsky (9 (22) d'abril de 1901, Moscou, Imperi Rus - 10 d'agost de 1982, Moscou, URSS), un destacat geòleg rus.

## Característiques
La pavlovskyita és un silicat de fórmula química Ca₈(SiO₄)₂(Si₃O10). Va ser aprovada com a espècie vàlida per l'Associació Mineralògica Internacional l'any 2011, sent publicada per primera vegada el 2012. Cristal·litza en el sistema ortoròmbic. La seva duresa a l'escala de Mohs es troba entre 6 i 6,5.
Segons la classificació de Nickel-Strunz, la pavlovskyita pertany a «09.BJ: Estructures de sorosilicats amb anions Si₃O10, Si₄O11, etc.; cations en coordinació octaèdrica [6] i major coordinació» juntament amb els següents minerals: orientita, rosenhahnita, trabzonita, thalenita-(Y), fluorthalenita-(Y), tiragal·loïta, medaïta, ruizita, ardennita-(As), ardennita-(V), kilchoanita, kornerupina, prismatina, zunyita, hubeïta i cassagnaïta.

## Formació i jaciments
Va ser descrita a partir de mostres recollides en dos indrets de Rússia: Ozernovskii, a l'óblast d'Irkutsk, i el mont Lakargi, a la República de Kabardino-Balkària, normalment associada a altres minerals com la galuskinita, la del·laïta i la cuspidina. També ha estat descrita a la pedrera Caspar, situada a la regió de Renània-Palatinat, a Alemanya. Aquests tres indrets són els únics de tot el planeta on ha estat descrita aquesta espècie mineral.